# Szakácsy Vida
Szakácsy Vida (Vitus) (Tiszaeszlár (Szabolcs megye), 1789. május 17. – Kolozsvár, 1870. december 23.) minoritarendi szerzetes, hitszónok.

## Élete
Miután tanulmányait elvégezte, 1811. december 4-én belépett a rendbe. 1814. április 6-án Temesváron pappá szentelték és előbb Miskolcon, majd Nagybányán volt gimnáziumi tanár, majd 1821-től Kolozsvárt, Szegeden, Miskolcon és Lugoson hitszónok. 1831-től túri lelkész (Torda mellett), majd 1863-tól gyóntató és hitszónok Kolozsváron.

## Munkái
- A tudományos Istenességről és Istenes tudományosságról a kegyes oskolák szerzőjének ünnepe napján Szegeden 27. aug. 1827. Szeged
- Innepi szent-beszéd, mellyet nagy b. asszony napján az academicum templomban mondott. Kolozsvár, 1838
- Urnapi szent-beszéd, mellyet... mondott Kolozsvártt 1838, Uo.
- Istenhez elmét, szívet emelő énekbe foglalt reggeli és esti fohászok. Írta Witschel J. H. W., ford. Uo. 1840. (2. újonnan átnézett kiadás. Uo. 1872)
- Gyászemlék néh. Nagym. L. B. Branyicskai Jósika János úr dicsőült árnyékának szentelve 1843, Uo.
- Szózat a katholikus hitszónokhoz. Brauner után magyarítá. Uo. 1844

Egyházi beszédei és vegyes dolgozatai kéziratban vannak a rend kolozsvári levéltárában.